# Стерлитамак (Красноярский край)
Стерлитама́к — деревня в Абанском районе Красноярского края России. Входит в состав Заозерновского сельсовета.

## География
Деревня находится в юго-западной части Абанского района, на реке Верхний Шигашет (правый приток Усолки), примерно в 10 км к западу от посёлка Абан. Абсолютная высота — 235 метров над уровнем моря.

## История
Деревня Стерлитамак была основана в 1913 году переселенцами из Стерлитамакского уезда Уфимской губернии. Особенностью заселения территории в годы Столыпинской аграрной реформы было создание однонациональных по составу населения деревень. Стерлитамак и сегодня остается единственной в Абанском районе татарской деревней.
В 1932 году в деревне Стерлитамак была образована сельхозартель «Кызыл-Юл» («Красная дорога»). По специализации сельское хозяйство являлось зерновым с развитием животноводства. Высевались о основном рожь, пшеница, овес. После Великой Отечественной войны открылась школа. До 1953 года обучение велось на татарском языке. В конце 60-х гг были построены: новое здание школы, Дом культуры, животноводческий и зерносушильный комплексы, гаражи, дороги, водонапорные башни, квартиры для учителей и колхозников, проведен водопровод, заасфальтирован улицы. После перестройки население деревни резко сократилось. В 2008 году была закрыта Стерлитамакская школа.

## Население
| 1926 | 1989 | 2002 | 2010 |
| ---- | ---- | ---- | ---- |
| 238  | ↗282 | ↘213 | ↘127 |

Гендерный состав
По данным Всероссийской переписи населения 2010 года 70 мужчин и 57 женщин из 127 чел.
Национальный состав
Согласно результатам переписи 2002 года, в национальной структуре населения татары составляли 90 %.

## Инфраструктура
В деревне функционируют фельдшерско-акушерский пункт и сельский Дом культуры.

## Улицы
Уличная сеть деревни состоит из 3 улиц.